# Fallbrücke

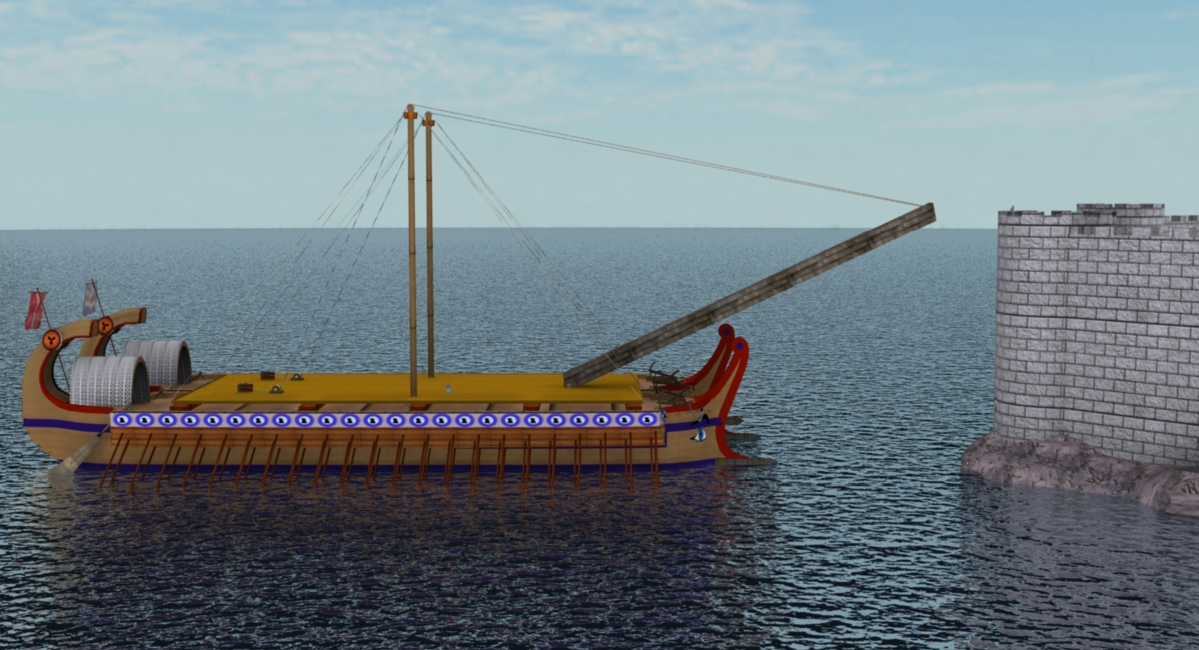
Rekonstruktion einer griechischen Sambuca

Die Fallbrücke (griechisch σαμβύκη, translit. sambýke; lateinisch sambuca) war eine Vorrichtung, die in der Antike während einer Belagerung verwendet worden ist. 
Die Fallbrücke war entweder eine Zugklappe am Wandelturm, einer Angriffseinrichtung, oder sie war auf fahrenden Wagen zwischen Masten aufgehängt aufgebaut. Mit Hilfe der Fallbrücken versuchten Belagerer, Zugang zur Mauer zu erlangen und somit einen  Angriff zu ermöglichen. Die Fallbrücken waren meist so angeordnet, dass sie aufgezogen die Sturmkolonnen deckten, durch ihre Schwere den Gegner auf der gegenüberliegenden Mauer bedrohten und niedergelassen dem Sturmangriff den Weg bahnten. 
Ähnliche Systeme gab es früher auch auf Schiffen zum Entern anderer Schiffe. Die Sambuca, eine schiffsgestützte Belagerungsmaschine wurde von Heracleides von Tarent erfunden und erstmals von Marcus Claudius Marcellus erfolglos während der Belagerung von Syrakus 213 v. Chr. eingesetzt.